# Songül Gürsoytrak
Songül Gürsoytrak (née Dikmen le 8 mai 1981 à Ankara) est une ancienne joueuse de volley-ball turque. Elle mesure 1,73 m et jouait au poste de libero. Elle a mis un terme à sa carrière de volleyeuse professionnelle en août 2017.

## Clubs
| Club                  | De        | À         |
| --------------------- | --------- | --------- |
| İller Bankası Ankara  | 2001-2002 | 2005-2006 |
| Emlak TOKİ Ankara     | 2006-2007 | 2006-2007 |
| Şahinbey Belediye     | 2007-2008 | 2007-2008 |
| Ereğli Belediye       | 2008-2009 | 2008-2009 |
| Fenerbahçe İstanbul   | 2009-2010 | 2010-2011 |
| VB Güneş Sigorta      | 2011-2012 | 2011-2012 |
| TED Ankara Kolejliler | 2012-2013 | 2012-2013 |
| İlbank Ankara         | 2013-2014 | 2013-2014 |
| Halkbank Ankara       | 2015-2016 | 2015-2016 |
| İlbank Ankara         | 2016-2017 | 2016-2017 |

## Palmarès
- Championnat du monde des clubs
  - Vainqueur : 2010.
  - Finaliste : 2011.
- Ligue des champions
  - Finaliste : 2010.
- Championnat de Turquie
  - Vainqueur : 2010, 2011.
  - Finaliste : 2012.
- Coupe de Turquie
  - Vainqueur : 2010.
- Supercoupe de Turquie
  - Vainqueur: 2009, 2010.